# Copa Mercosur 2000
Navigation
Édition précédente Édition suivante
La Copa Mercosur 2000 est la troisième édition de la Copa Mercosur, une compétition régionale réunissant des clubs du Brésil, d’Uruguay, d’Argentine, du Chili et du Paraguay.
Vingt équipes sont réparties en cinq poules de quatre équipes qui affrontent leurs adversaires deux fois, à domicile et à l'extérieur. À l'issue de cette première phase, les premiers de chaque poule et les trois meilleurs deuxièmes disputent la phase finale, organisée en matchs aller-retour.
La finale oppose une nouvelle fois deux formations brésiliennes. C'est le club de Vasco da Gama qui s'impose face à Palmeiras, qui dispute là sa troisième finale de Copa Mercosur.

## Premier tour

### Groupe A
| Rang | Équipe               | Pts | J | G | N | P | Bp | Bc | Diff |  | Résultats (▼ dom., ► ext.) | RP  | Fla | Vel | UCh |
| ---- | -------------------- | --- | - | - | - | - | -- | -- | ---- |  | -------------------------- | --- | --- | --- | --- |
| 1    | River Plate          | 14  | 6 | 4 | 2 | 0 | 10 | 5  | +5   |  | River Plate                |     | 1-1 | 2-1 | 2-0 |
| 2    | Flamengo             | 11  | 6 | 3 | 2 | 1 | 10 | 3  | +7   |  | Flamengo                   | 1-2 |     | 2-0 | 2-0 |
| 3    | Vélez Sarsfield      | 6   | 6 | 1 | 3 | 2 | 7  | 8  | -1   |  | Vélez Sarsfield            | 1-1 | 1-1 |     | 3-1 |
| 4    | Universidad de Chile | 1   | 6 | 0 | 1 | 5 | 4  | 15 | -11  |  | Universidad de Chile       | 2-3 | 0-4 | 1-1 |     |

### Groupe B
| Rang | Équipe               | Pts | J | G | N | P | Bp | Bc | Diff |  | Résultats (▼ dom., ► ext.) | Cru | Pal | Ind | UCa |
| ---- | -------------------- | --- | - | - | - | - | -- | -- | ---- |  | -------------------------- | --- | --- | --- | --- |
| 1    | Cruzeiro             | 13  | 6 | 4 | 1 | 1 | 12 | 4  | +8   |  | Cruzeiro                   |     | 0-0 | 3-0 | 4-0 |
| 2    | Palmeiras            | 11  | 6 | 3 | 2 | 1 | 8  | 5  | +3   |  | Palmeiras                  | 0-2 |     | 2-0 | 1-1 |
| 3    | CA Independiente     | 7   | 6 | 2 | 1 | 3 | 9  | 10 | -1   |  | CA Independiente           | 2-0 | 1-2 |     | 3-0 |
| 4    | Universidad Católica | 2   | 6 | 0 | 2 | 4 | 7  | 17 | -10  |  | Universidad Católica       | 2-3 | 1-3 | 3-3 |     |

### Groupe C
| Rang | Équipe             | Pts | J | G | N | P | Bp | Bc | Diff |  | Résultats (▼ dom., ► ext.) | Ros | SPa | Cerr | Col |
| ---- | ------------------ | --- | - | - | - | - | -- | -- | ---- |  | -------------------------- | --- | --- | ---- | --- |
| 1    | CA Rosario Central | 13  | 6 | 4 | 1 | 1 | 9  | 4  | +5   |  | CA Rosario Central         |     | 2-1 | 3-1  | 0-0 |
| 2    | São Paulo FC       | 7   | 6 | 2 | 1 | 3 | 13 | 13 | 0    |  | São Paulo FC               | 1-0 |     | 4-4  | 4-0 |
| 3    | Cerro Porteño      | 7   | 6 | 2 | 1 | 3 | 13 | 15 | -2   |  | Cerro Porteño              | 1-4 | 4-2 |      | 2-1 |
| 4    | Colo-Colo          | 7   | 6 | 2 | 1 | 3 | 6  | 9  | -3   |  | Colo-Colo                  | 0-1 | 3-1 | 2-1  |     |

### Groupe D
| Rang | Équipe         | Pts | J | G | N | P | Bp | Bc | Diff |  | Résultats (▼ dom., ► ext.) | BJ  | Nac | Oli | Cor |
| ---- | -------------- | --- | - | - | - | - | -- | -- | ---- |  | -------------------------- | --- | --- | --- | --- |
| 1    | Boca Juniors   | 12  | 6 | 3 | 3 | 0 | 15 | 8  | +7   |  | Boca Juniors               |     | 1-1 | 5-2 | 3-0 |
| 2    | Nacional       | 9   | 6 | 2 | 3 | 1 | 8  | 8  | 0    |  | Nacional                   | 3-3 |     | 1-0 | 1-1 |
| 3    | Club Olimpia   | 9   | 6 | 3 | 0 | 3 | 9  | 10 | -1   |  | Club Olimpia               | 0-1 | 4-3 |     | 3-2 |
| 4    | SC Corinthians | 2   | 6 | 0 | 2 | 4 | 7  | 13 | -6   |  | SC Corinthians             | 2-2 | 2-3 | 1-1 |     |

### Groupe E
| Rang | Équipe                 | Pts | J | G | N | P | Bp | Bc | Diff |  | Résultats (▼ dom., ► ext.) | AMi | Vas | Peñ | SLo |
| ---- | ---------------------- | --- | - | - | - | - | -- | -- | ---- |  | -------------------------- | --- | --- | --- | --- |
| 1    | Atlético Mineiro       | 13  | 6 | 4 | 1 | 1 | 13 | 10 | +3   |  | Atlético Mineiro           |     | 2-0 | 2-1 | 3-2 |
| 2    | Vasco da Gama          | 10  | 6 | 3 | 1 | 2 | 11 | 7  | +4   |  | Vasco da Gama              | 2-0 |     | 1-1 | 3-0 |
| 3    | Peñarol                | 8   | 6 | 2 | 2 | 2 | 11 | 11 | 0    |  | Peñarol                    | 2-2 | 1-0 |     | 3-2 |
| 4    | San Lorenzo de Almagro | 3   | 6 | 1 | 0 | 5 | 8  | 15 | -7   |  | San Lorenzo de Almagro     | 3-4 | 0-2 | 1-0 |     |

## Phase finale

### Quarts de finale
| Équipe 1      | Résultat      | Équipe 2           | Aller       | Retour |
| ------------- | ------------- | ------------------ | ----------- | ------ |
| Palmeiras     | 5 - 3         | Cruzeiro           | ’’’3’’’ - 2 | 2 - 1  |
| Boca Juniors  | 2 - 4         | Atlético Mineiro   | 0 - 2       | 2 - 2  |
| Flamengo      | 4 - 6         | River Plate        | 1 - 2       | 3 - 4  |
| Vasco da Gama | 1 - 1 5-4 tab | CA Rosario Central | 1 - 0       | 0 - 1  |

### Demi-finales
| Équipe 1      | Résultat | Équipe 2         | Aller | Retour |
| ------------- | -------- | ---------------- | ----- | ------ |
| Vasco da Gama | 5 - 1    | River Plate      | 4 - 1 | 1 - 0  |
| Palmeiras     | 6 - 1    | Atlético Mineiro | 4 - 1 | 2 - 0  |

### Finale
| 6 décembre 2000 | Vasco da Gama                          | 2 - 0 | Palmeiras | Stade São Januário, Rio de Janeiro                         |                                                            |
|                 | Juninho Pernambucano 45e · Romário 77e |       |           | Spectateurs : 25 000 Arbitrage : Márcio Rezende de Freitas | Spectateurs : 25 000 Arbitrage : Márcio Rezende de Freitas |

| 12 décembre 2000 | Palmeiras | 1 - 0 | Vasco da Gama | Parque Antarctica, São Paulo                         |                                                      |
|                  | Neném 21e |       |               | Spectateurs : 20 000 Arbitrage : Oscar Roberto Godói | Spectateurs : 20 000 Arbitrage : Oscar Roberto Godói |

| 20 décembre 2000 Match d’appui | Palmeiras                                 | 3 - 4 | Vasco da Gama                                                | Parque Antarctica, São Paulo                               |                                                            |
|                                | Arce 36e (pen.) · Magrão 37e · Tuta 45+1e |       | Romário 59e (pen.), 69e (pen.), 90+3e · Juninho Paulista 86e | Spectateurs : 30 000 Arbitrage : Márcio Rezende de Freitas | Spectateurs : 30 000 Arbitrage : Márcio Rezende de Freitas |